# エヴリナイト
「エヴリナイト」（Every Night）は、ポール・マッカートニーの楽曲である。1970年4月に発売されたソロ・デビュー・アルバム『マッカートニー』に収録された。1969年にマッカートニーがギリシャでの休暇中に書き上げた楽曲で、最初の2行は同年にビートルズが行なったゲット・バック・セッションの時点で存在していた。楽曲の発売後、ビリー・ジョー・ロイヤルやフィービ・スノウなど多数のアーティストによってカバーされた。

## 背景・曲の構成
1969年1月のトゥイッケナム・フィルム・スタジオでのリハーサル中、マッカートニーは当時未完成だった「エヴリナイト」を演奏した。マッカートニーによると、冒頭の2行は「数年前」から存在していて、1969年のギリシャでの休暇中に本作を完成させたという。「エヴリナイト」の歌詞は、ビートルズの解散という事態に直面し、精神的に傷ついていたマッカートニーが曲作りを行なうことで立ち直ろうとしていた当時の困難な状況を反映している。また、「ラヴリー・リンダ」や「ザット・ウッド・ビー・サムシング」と同じく、妻のリンダとの関係性からも影響を受けている。
曲のキーはEメジャー。イントロ、2つのヴァース、ブリッジで構成され、曲はフェード・アウトして終わる。本作のメロディの一部は、1969年に発表された「ユー・ネヴァー・ギヴ・ミー・ユア・マネー」のイントロとして使用されている。

## レコーディング
1969年1月21日と24日、アップル・スタジオでのレコーディングの休憩中にマッカートニーが「エヴリナイト」を演奏した。24日のセッションではジョン・レノンがスライドギターを演奏しており、この翌日のセッションで取り上げられた「フォー・ユー・ブルー」でも使用された。
1970年2月22日、EMIレコーディング・スタジオのスタジオ2で「エヴリナイト」と「恋することのもどかしさ」のレコーディングを行なった。マッカートニーはセッションを予約する際、ビリー・マーティン（Billy Martin）という変名を使用した。本作においてマッカートニーはリード・ボーカルのほかに、3本のアコースティック・ギター、ベース、ドラムを演奏し、ボーカルは部分的にダブルトラックになっている。2日後の24日にミキシング作業が行われた。なお、レコーディング時にはエレクトリック・ギターも使用されたが、最終的なミックスには含まれていない。

## リリース・評価
1970年4月17日にイギリスでアップル・レコードからソロ・デビュー・アルバム『マッカートニー』が発売され、「エヴリナイト」は「バレンタイン・デイ」と「燃ゆる太陽の如く/グラシズ」の間の4曲目に収録された。音楽評論家のスティーヴン・トマス・アールワインは、オールミュージックに寄稿したアルバム『マッカートニー』のレビューの中で「エヴリナイト」について「甘く、優しい」楽曲と表現した。ポップマターズのジェシー・クルーパは、本作を「ポール・マッカートニーのソロとして最高の功績の1つ」と見なし、「ロマンチック・ラブの様子を完璧に描く一方で、ユニークかつ個人的で決まり文句のない曲というのは珍しい」と評した。
ローリング・ストーン誌による「ポール・マッカートニーのソロ名曲ベスト40選」（Paul McCartney’s 40 Greatest Solo Songs）では第13位にランクインした。
楽曲の発表後、『夢の翼〜ヒッツ&ヒストリー〜』（2001年）や『ピュア・マッカートニー〜オール・タイム・ベスト』（2016年）などのベスト・アババムに収録された。

## クレジット
※出典
- ポール・マッカートニー - リード・ボーカル、3本のアコースティック・ギター、ベース、ドラム

## その他のバージョン

### マッカートニーによるライブ演奏
1979年冬、マッカートニー率いるウイングスはイギリスツアーを開催し、同ツアーで「エヴリナイト」が初めてライブ演奏された。同年12月29日にロンドンのハマースミス・オデオンで開催された「カンボジア難民救済コンサート」でも演奏され、当時のライブ音源が1981年に発売された同名のライブ・アルバムに収録されている。1991年に出演した『MTVアンプラグド』ではアコースティックのアレンジで演奏され、当時のライブ音源は『公式海賊盤』に収録された。その後、2002年の「Driving World Tour」や2003年の「Back in the World Tour」でも演奏され、それぞれ『バック・イン・ザ・U.S. -ライブ2002』や『バック・イン・ザ・ワールド』にライブ音源が収録されている。
2011年にアーカイヴ・コレクションの一環として『マッカートニー』のリマスター・バージョンが発売され、ボーナス・トラックとして1979年のグラスゴー公演でのライブ音源が収録された。

### フィービ・スノウによるカバー
フィービ・スノウは、1978年に発売したアルバム『詞華集』で「エヴリ・ナイト」をカバーした。アルバムについて、スノウは「ロック・アルバムにしようとしたんだけど、いっぱい意見が出ちゃって。演奏者、歌手、スタジオを掃除する人みんなでアルバムを作って」と回想し、「『エヴリナイト』が収録されたのが、あのアルバムにおいて採用された私の意見の1つ」と付け加えている。1978年11月にシングル盤として発売され、ニュージーランドのシングルチャートで最高位6位、全英シングルチャートで最高位37位を記録。

#### シングル収録曲
| #         | タイトル                          | 作詞・作曲             | 時間 |
| --------- | --------------------------------- | ---------------------- | ---- |
| A.        | 「エヴリ・ナイト」(Every Night)   | ポール・マッカートニー | 3:32 |
| B.        | 「ランダム・タイム」(Random Time) | フィービ・スノウ       | 3:42 |
| 合計時間: | 合計時間:                         | 合計時間:              | 7:14 |

| #         | タイトル                                  | 作詞・作曲             | 時間 |
| --------- | ----------------------------------------- | ---------------------- | ---- |
| A.        | 「エヴリ・ナイト」(Every Night)           | ポール・マッカートニー | 3:32 |
| B.        | 「渚にて」(Keep A Watch On The Shoreline) | フィービ・スノウ       | 4:42 |
| 合計時間: | 合計時間:                                 | 合計時間:              | 8:14 |

#### チャート成績
| チャート (1978年 - 1979年)              | 最高位 |
| --------------------------------------- | ------ |
| オーストラリア (ARIA)                   | 22     |
| ニュージーランド (RMNZ)                 | 6      |
| UK シングルス (OCC)                     | 37     |
| US Singles Chart 101-150 (Record World) | 129    |

### その他のアーティストによるカバー
- ビリー・ジョー・ロイヤル - 1970年8月に「エヴリナイト」のカバー・バージョンをシングルとして発売[23]。ビルボード誌のBubbling Under The Hot 100で最高位113位を記録[24]。
- オデッタ - 1970年12月に発売のアルバム『オデッタ・シングス』に収録[25]。
- フィフス・ディメンション - 1971年に発売のアルバム『愛のロンド』に収録[26]。
- クロディーヌ・ロンジェ - 1972年に発売のアルバム『夜をぶっ飛ばせ』に収録[27]。
- リッチー・ヘブンス - 1980年に発売のアルバム『Connections』に収録[28]。
- ジェイミー・カラム - 2014年に発売のトリビュート・アルバム『The Art of McCartney』に収録[29]。